# BV Union 05 Krefeld
BV Union 05 Krefeld is een Duitse voetbalclub uit Krefeld, Noordrijn-Westfalen. Tot 1960 was de club voornamelijk actief in de twee hoogste klassen.

## Geschiedenis
De club werd in 1905 opgericht als FC Union Krefeld. In augustus 1919 fuseerde de club met Crefelder BV, dat in 1911 was opgericht als FC Adler Crefeld (tot 1925 werd Krefeld vaak met een C geschreven). De fusieclub nam de naam BV Union 05 aan. In 1942 promoveerde de club naar de Gauliga Niederrhein, de toenmalige hoogste klasse, en kon in het eerste jaar het behoud verzekeren. De club kreeg wel een 16:1 nederlaag aangesmeerd van TuS Helene Altenessen. Het volgende seizoen degradeerde de club, Union verloor alle wedstrijden op een na, ironisch tegen Altenessen.
Na de Tweede Wereldoorlog speelde de club in de II. Division West, de tweede klasse van de Oberliga West. In 1949 fuseerde de club met CSV 1910 Krefeld tot CSV Union Krefeld, maar in 1951 werd deze fusie ongedaan gemaakt. In 1954/55 nam de club deel aan de DFB-Pokal en versloeg Eintracht Braunschweig met 4:0. In de achtste finale verloor de club van Alemannia Aachen. In 1960 degradeerde de club naar de Verbandsliga en zakte verder weg naar de Bezirksliga. 
In 1972 promoveerde de club weer naar de Landesliga en bleef daar tot 1977, een jaar eerder werd nochtans de derde plaats behaald. Hierna pendelde de club tussen Bezirks- en Kreisliga. 